# Glotukmatta
Glotukmattor är nomadmattor, som vävs av kurdiska nomadstammar i Hamadanprovinsen i Iran. På grund av sitt mönster förväxlas de då och då med Bidjarmattorna. Mönstret består ofta av en stavformad medaljong, vilken är fylld med atiliserade blommor. Denna typ av matta är dock inte lika tung som en bidjarmatta. Äldre mattor av denna typ har vackra röda och mörkblå färger samt ibland även en karakteristisk azurblå eller gul färg. De modernare mattorna har däremot ofta bjärta färger.